# Asura miltochristaemorpha
Asura miltochristaemorpha är en fjärilsart som beskrevs av Rothschild 1913. Asura miltochristaemorpha ingår i släktet Asura och familjen björnspinnare. Inga underarter finns listade i Catalogue of Life.